# Улитчатые ручейники
Улитчатые ручейники (лат. Helicopsychidae) — семейство ручейников подотряда Integripalpia, строящих спиральные домики (англ. snail-case caddisfly), похожие на раковины улиток. Около 250 видов.

## Распространение
Распространены всесветно, с наибольшим разнообразием в тропиках (например, в Неотропике около 100 видов). В Европе 5 видов. Древнейшим известным представителем семейства является Cretahelicopsyche liuyani, найденный в бирманском янтаре.

## Описание
Мелкие ручейники (размах крыльев равен 11—16 мм) серо-коричневого или чёрного цвета. Личинки строят необычные подводные домики из песчинок и шёлка, скрученные в спираль и похожие на ракушки улиток, с которыми их первоначально путали и даже описывали как моллюсков. Встречаются как в медленных, так и в быстрых реках и ручьях. Личинки питаются, соскребая органический материал (перифитон) с придонных камней.

## Систематика
Около 250 видов. Helicopsychidae впервые были выделены Улмером (Ulmer, 1906) в качестве подсемейства Helicopsychinae в составе семейства Sericostomatidae и в таком статусе долго рассматривались, особенно европейскими энтомологами. Американские энтомологи, включая Росса (Ross, 1944) считали эту группу отдельным семейством. В настоящее время оно чаще включает только 2 рода, космополитный крупный род Helicopsyche von Siebold (в котором около 250 видов) и эндемичный для Новой Зеландии монотипичный род Rakiura McFarlane с единственным видом R. vernale McFarlane. Несколько ранее выделяемых родов, включая такие как Cochliopsyche Müller (Неотропика), Petrotrichia Ulmer (Афротропика, Мадагаскар и Сейшельские острова, но отсутствующие в Южной Африке), и Saetotrichia Brauer (Австралия, Новая Зеландия, Новая Каледония), были позднее понижены Йохансеном (Johanson, 1998) в ранге до подродов в составе рода Helicopsyche. Тогда же Йохансеным были описаны 2 подрода Helicopsyche: Feropsyche (Неарктика, Неотропика) и Galeopsyche (Вьетнам, Корея). Номинативный подрод распространён в Палеарктике и в Ориентальной области.
- Helicopsyche von Siebold, 1856
  - Подрод Helicopsyche (Cochliopsyche) Mueller, 1885
  - Подрод Helicopsyche (Feropsyche) Johanson, 1998
  - Подрод Helicopsyche (Galeopsyche) Johanson, 1998
  - Подрод Helicopsyche (Helicopsyche) von Siebold, 1856
  - Подрод Helicopsyche (Petrotrichia) Ulmer, 1910
  - Подрод Helicopsyche (Saetotricha) Brauer, 1865
- Rakiura McFarlane, 1973
  - Rakiura vernale McFarlane, 1973